# Garriguella
Garriguella é um município da Espanha na comarca de Alt Empordà, província de Girona, comunidade autónoma da Catalunha. Tem 21 km² de área e em 2021 tinha 909 habitantes (densidade: 43,3 hab./km²).

## Demografia
| Variação demográfica do município entre 1991 e 2004 | Variação demográfica do município entre 1991 e 2004 | Variação demográfica do município entre 1991 e 2004 | Variação demográfica do município entre 1991 e 2004 |
| --------------------------------------------------- | --------------------------------------------------- | --------------------------------------------------- | --------------------------------------------------- |
| 1991                                                | 1996                                                | 2001                                                | 2004                                                |
| 643                                                 | 666                                                 | 722                                                 | 717                                                 |

## Património
- Igreja de Santa Eulàlia de Noves (século XVIII e XIX)